# Noël Aséko
Noël Aséko Nkili (* 22. November 2005 in Berlin) ist ein deutsch-äquatorialguineischer Fußballspieler, der beim FC Bayern München unter Vertrag steht und aktuell auf Leihbasis für Hannover 96 spielt. Er wird hauptsächlich im defensiven Mittelfeld eingesetzt.

## Karriere

### Vereinskarriere
Aséko spielte in der Jugend zunächst für Hertha 03 Zehlendorf und anschließend mehrere Jahre für Hertha BSC. Im Juli 2022 wechselte er in die Jugendabteilung des FC Bayern München.
Zur Saison 2022/23 rückte er in die zweite Mannschaft auf, die in der Regionalliga Bayern spielt. Für die Amateure des FC Bayern kam er seither regelmäßig zum Einsatz. Im Januar 2024 gab Aséko in einem Testspiel gegen den FC Basel sein Debüt bei den Profis und erzielte dabei ein Tor.
Im Februar 2025 wurde Aséko für eineinhalb Jahre bis zum Sommer 2026 an Hannover 96 verliehen. Der Vertrag enthält eine Kaufoption für Hannover und eine Rückkaufklausel für den FC Bayern. Sein Debüt in der 2. Bundesliga gab er am 18. Mai 2025.

### Nationalmannschaft
Aséko ist deutscher Juniorennationalspieler. Er lief zunächst für die U17 auf und war danach Teil der U18- und seit 2024 der U20-Auswahl des DFB.